# Willi Landgraf
Willi Landgraf (Mülheim an der Ruhr, 29 agosto 1968) è un ex calciatore tedesco, di ruolo difensore.
Gioca per quasi tutta la carriera in Zweite Bundesliga dove colleziona 508 presenze, che ne fanno il giocatore con più presenze nella manifestazione.